# Selección de fútbol sub-20 de Trinidad y Tobago
La selección de fútbol de Trinidad y Tobago es el equipo que representa al país en la copa Mundial de Fútbol Sub-20 y en el Campeonato Sub-20 de la Concacaf, y es controlado por la Federación de Fútbol de Trinidad y Tobago.

## Palmarés
- Campeonato Sub-20 de la Concacaf: 0
  - Finalista: 1

1990

## Estadísticas

### Mundial Sub-20
| Año   | Ronda          | J            | G            | E            | P            | GF           | GC           |              |
| ----- | -------------- | ------------ | ------------ | ------------ | ------------ | ------------ | ------------ | ------------ |
| 1977  | No clasificó   | No clasificó | No clasificó | No clasificó | No clasificó | No clasificó | No clasificó |              |
| 1979  | No clasificó   | No clasificó | No clasificó | No clasificó | No clasificó | No clasificó | No clasificó |              |
| 1981  | No clasificó   | No clasificó | No clasificó | No clasificó | No clasificó | No clasificó | No clasificó |              |
| 1983  | No clasificó   | No clasificó | No clasificó | No clasificó | No clasificó | No clasificó | No clasificó |              |
| 1985  | No clasificó   | No clasificó | No clasificó | No clasificó | No clasificó | No clasificó | No clasificó |              |
| 1987  | No clasificó   | No clasificó | No clasificó | No clasificó | No clasificó | No clasificó | No clasificó |              |
| 1989  | No clasificó   | No clasificó | No clasificó | No clasificó | No clasificó | No clasificó | No clasificó |              |
| 1991  | Fase de grupos | 3            | 0            | 0            | 3            | 0            | 12           |              |
| 1993  | No clasificó   | No clasificó | No clasificó | No clasificó | No clasificó | No clasificó | No clasificó | No clasificó |
| 1995  | No clasificó   | No clasificó | No clasificó | No clasificó | No clasificó | No clasificó | No clasificó | No clasificó |
| 1997  | No clasificó   | No clasificó | No clasificó | No clasificó | No clasificó | No clasificó | No clasificó | No clasificó |
| 1999  | No clasificó   | No clasificó | No clasificó | No clasificó | No clasificó | No clasificó | No clasificó | No clasificó |
| 2001  | No clasificó   | No clasificó | No clasificó | No clasificó | No clasificó | No clasificó | No clasificó | No clasificó |
| 2003  | No clasificó   | No clasificó | No clasificó | No clasificó | No clasificó | No clasificó | No clasificó | No clasificó |
| 2005  | No clasificó   | No clasificó | No clasificó | No clasificó | No clasificó | No clasificó | No clasificó | No clasificó |
| 2007  | No clasificó   | No clasificó | No clasificó | No clasificó | No clasificó | No clasificó | No clasificó | No clasificó |
| 2009  | Fase de grupos | 3            | 0            | 1            | 2            | 2            | 6            |              |
| 2011  | No clasificó   | No clasificó | No clasificó | No clasificó | No clasificó | No clasificó | No clasificó | No clasificó |
| 2013  | No clasificó   | No clasificó | No clasificó | No clasificó | No clasificó | No clasificó | No clasificó | No clasificó |
| 2015  | No clasificó   | No clasificó | No clasificó | No clasificó | No clasificó | No clasificó | No clasificó | No clasificó |
| 2017  | No clasificó   | No clasificó | No clasificó | No clasificó | No clasificó | No clasificó | No clasificó | No clasificó |
| 2019  | No clasificó   | No clasificó | No clasificó | No clasificó | No clasificó | No clasificó | No clasificó | No clasificó |
| 2023  | No clasificó   | No clasificó | No clasificó | No clasificó | No clasificó | No clasificó | No clasificó | No clasificó |
| 2025  | No clasificó   | No clasificó | No clasificó | No clasificó | No clasificó | No clasificó | No clasificó | No clasificó |
| Total | 2/24           | 6            | 0            | 1            | 5            | 2            | 18           |              |

### Campeonato Sub-20 de la Concacaf
| Año   | Ronda          | J            | G            | E            | P            | GF           | GC           |              |
| ----- | -------------- | ------------ | ------------ | ------------ | ------------ | ------------ | ------------ | ------------ |
| 1962  | No participó   | No participó | No participó | No participó | No participó | No participó | No participó | No participó |
| 1964  | No participó   | No participó | No participó | No participó | No participó | No participó | No participó | No participó |
| 1970  | No participó   | No participó | No participó | No participó | No participó | No participó | No participó | No participó |
| 1973  | No participó   | No participó | No participó | No participó | No participó | No participó | No participó | No participó |
| 1974  | 4º Lugar       | 5            | 1            | 3            | 1            | 8            | 4            |              |
| 1976  | Segunda Ronda  | 6            | 1            | 2            | 3            | 9            | 14           |              |
| 1978  | Segunda Ronda  | 5            | 2            | 0            | 3            | 5            | 12           |              |
| 1980  | Fase de grupos | 3            | 0            | 2            | 1            | 2            | 3            |              |
| 1982  | Fase de grupos | 3            | 1            | 1            | 1            | 7            | 5            |              |
| 1984  | Segunda Ronda  | 6            | 2            | 2            | 2            | 7            | 4            |              |
| 1986  | 3º Lugar       | 7            | 4            | 1            | 2            | 9            | 11           |              |
| 1988  | Fase de grupos | 4            | 2            | 1            | 1            | 10           | 6            |              |
| 1990  | Subcampeón     | 5            | 3            | 1            | 1            | 7            | 4            |              |
| 1992  | Fase de grupos | 3            | 0            | 1            | 2            | 0            | 2            |              |
| 1994  | Fase de grupos | 3            | 1            | 0            | 2            | 2            | 6            |              |
| 1996  | Fase de grupos | 3            | 1            | 0            | 2            | 6            | 7            |              |
| 1998  | Fase de grupos | 3            | 0            | 0            | 3            | 2            | 13           |              |
| 2001  | Fase de grupos | 3            | 0            | 1            | 2            | 1            | 8            |              |
| 2003  | No clasificó   | No clasificó | No clasificó | No clasificó | No clasificó | No clasificó | No clasificó | No clasificó |
| 2005  | Fase de grupos | 3            | 0            | 0            | 3            | 3            | 11           |              |
| 2007  | No clasificó   | No clasificó | No clasificó | No clasificó | No clasificó | No clasificó | No clasificó | No clasificó |
| 2009  | 4º Lugar       | 5            | 1            | 3            | 1            | 4            | 4            |              |
| 2011  | Fase de grupos | 2            | 0            | 1            | 1            | 0            | 5            |              |
| 2013  | No clasificó   | No clasificó | No clasificó | No clasificó | No clasificó | No clasificó | No clasificó | No clasificó |
| 2015  | Fase de grupos | 5            | 1            | 1            | 3            | 7            | 7            |              |
| Total | 18/25          | 74           | 20           | 19           | 35           | 89           | 125          |              |